# 卡斯特罗韦尔德
卡斯特罗韦尔德，是西班牙加利西亚自治区卢戈省的一个市镇。 总面积174平方公里，总人口3378人（2001年），人口密度19人/平方公里。